# Gornja Slatina (Ribnik)
Pour les articles homonymes, voir Gornja Slatina et Slatina.
Gornja Slatina (en serbe cyrillique : Горња Слатина) est un village de Bosnie-Herzégovine. Il est situé dans la municipalité de Ribnik et dans la république serbe de Bosnie. Selon les premiers résultats du recensement bosnien de 2013, il compte 108 habitants.

## Démographie

### Évolution historique de la population dans la localité
| 1948 | 1953 | 1961 | 1971 | 1981 | 1991 | 2013 |
| ---- | ---- | ---- | ---- | ---- | ---- | ---- |
| -    | -    | 499  | 435  | 374  | 249, | 108  |

|  |